# Railliardia
Railliardia là một chi thực vật có hoa trong họ Cúc (Asteraceae).

## Loài
Chi Railliardia gồm các loài: